# Кшижанкі (Ґостинський повіт)
Кшижанкі (пол. Krzyżanki) — село в Польщі, у гміні Пемпово Гостинського повіту Великопольського воєводства.
Населення — 234 особи (2011).
У 1975-1998 роках село належало до Лешненського воєводства.

## Демографія
Демографічна структура станом на 31 березня 2011 року:
|          | Загалом | Допрацездатний вік | Працездатний вік | Постпрацездатний вік |
| -------- | ------- | ------------------ | ---------------- | -------------------- |
| Чоловіки | 110     | 22                 | 75               | 13                   |
| Жінки    | 124     | 23                 | 65               | 36                   |
| Разом    | 234     | 45                 | 140              | 49                   |